# 宇遠內站

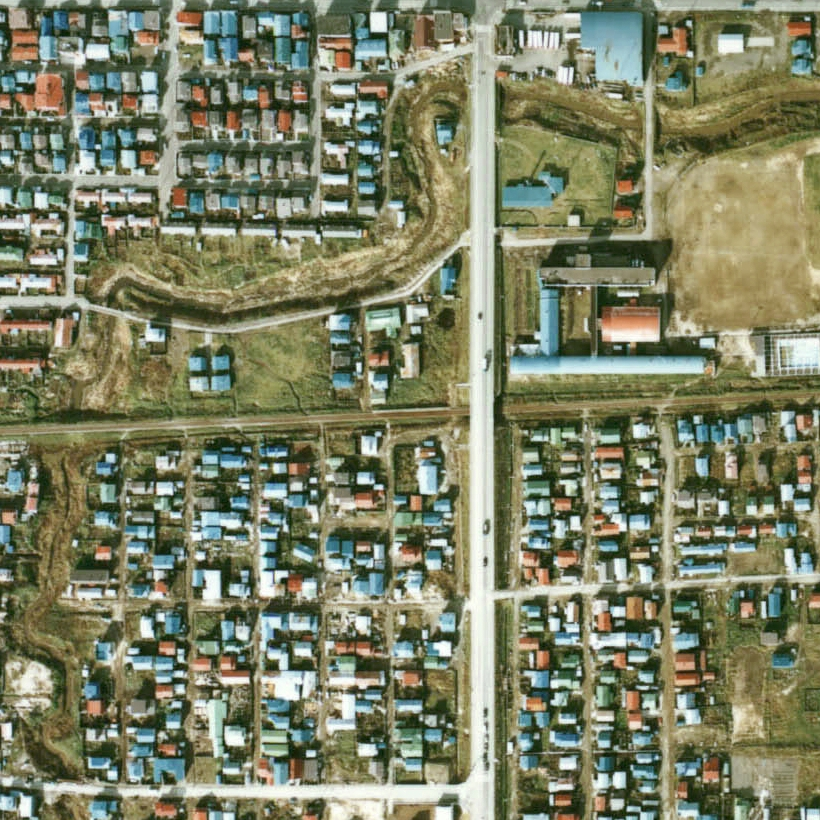
1977年的宇遠內臨時乘降場與周邊約500米範團。左邊是南稚內方向。車站位於稚內市區內，臨時乘降場的月台比較長。周邊不能看見候車室。在車站附近的路軌上可看見許多橫過路軌的小徑。上方有改葺前宇遠內川。

宇遠內站（日语：／ Uennai eki */?）是位於北海道稚內市潮見四丁目，北海道旅客鐵道（JR北海道）的天北線車站（廢站）。隨著天北線廢線，車站在1989年（平成元年）5月1日廢除。

## 歷史
- 1955年（昭和30年）12月2日 - 日本國有鐵道（國鐵）北見線宇遠內臨時乘降場（由局（日语：鉄道管理局）設定）啟用[1]。
- 1961年（昭和36年）4月1日 - 路線名稱改為天北線，成為該線上的臨時乘降場。
- 1987年（昭和62年）4月1日 - 伴隨國鐵分割民營化，車站由北海道旅客鐵道（JR北海道）營運[1]。同日升級至車站，成為宇遠內站[1]。
- 1989年（平成元年）5月1日 - 天北線全線廢除，此站也廢除[1]。

## 車站構造
截至車站廢除前，車站是一座地面車站，設有1面1線的單式月台。月台位於路軌北邊（南稚內方向的列車會開啟右邊車門）。在南稚內一方（西邊）設有斜道，連接道路。
由於車站原自臨時乘降場，因此此站是無人車站。此站沒有車站大樓，在車站旁邊設有木製小屋，似乎是一個候車室。

## 站名的由來
車站名稱取自附近的地名和河流名。地名的阿伊努語為，其意思是糟糕的河流。在附近流過的宇遠內川中，由於礦物質溶解在水中，因此魚類不能生存，因而得名。

## 車站周邊
- 國道40號（日语：国道40号）（稚內國道）[3]
- 國道238號（日语：国道238号）（宗谷國道）[3]
- 宗谷綜合振興局（舊宗谷支廳）
- 北海道稚內高等學校（日语：北海道稚内高等学校）
- 北海道稚內商工高等學校（日语：北海道稚内商工高等学校）
- 稚內市立稚內東中學（日语：稚内市立稚内東中学校）
- 稚內市立稚內東小學（日语：稚内市立稚内東小学校）
- 宇遠內川
- 宗谷巴士（日语：宗谷バス）總部、稚內營業所、潮見候車室、「潮見五丁目」巴士站

## 車站遺址
截至2001年（平成13年），車站的痕蹟消失了。變成了稚內市道的「天北通」。截至2010年（平成22年）也是同樣。現時已經困難確認車站遺址。

## 相鄰車站
北海道旅客鐵道（JR北海道）
天北線
聲問－宇遠內－南稚內

## 注腳